# Edward O. Thorp
Edward Oakley Thorp (* 14. August 1932 in Chicago) ist ein US-amerikanischer Mathematiker und Autor.

## Leben
Thorp studierte bis 1958 an der University of California, Los Angeles (UCLA) und schloss dieses Studium mit der Dissertation Compact Linear Operators in Normed Spaces ab. 1959 bis 1961 war er Moore-Instructor am Massachusetts Institute of Technology und stieg 1961 bis 1965 vom Assistant Professor zum Associate Professor an der New Mexico State University auf. 1961 veröffentlichte er eine mathematische Untersuchung, in der er das Kartenzählen als eine erfolgreiche Strategie für Black Jack beschrieb. Zum ersten Mal wurde hier ein mathematisches Konzept entwickelt, das dem Spieler tatsächlich einen Vorteil gegenüber dem Casino brachte. 1962 erfolgte eine ausführliche, an Spieler gerichtete Beschreibung  als Buch „Beat the dealer“.
1966 veröffentlichte er eine zweite Ausgabe von „Beat the Dealer“, welche die große Popularität des Originals noch vergrößerte. Der Grund dafür war eine besser anwendbare und praktische Technik.
Thorp entwickelte außerdem eine Zählmethode, um im Backgammon die Gewinnerwartung eines Spielers genauer berechnen zu können.
Ab 1965 war er Associate Professor und ab 1967 bis 1977 war er Professor für Mathematik und von 1977 bis 1982 für Mathematik und Finanzwissenschaften an der University of California in Irvine.
Später versuchte er, sein Wissen auf die Finanzmärkte anzuwenden.
Derzeit (2005) leitet er als Präsident der Firma „Edward O. Thorp & Associates“ in Newport Beach einen erfolgreichen Hedgefonds. Edward Thorp ist verheiratet mit Vivian Thorp.

## Werke (Auswahl)
- Beat the Dealer: A Winning Strategy for the Game of Twenty-One. A scientific Analysis of the world-wide Game known variously as Blackjack, Twenty-One, Vingt-et-Un, Pontoon or Van John. Blaisdell, New York NY 1962.
- Elementary Probability. Wiley, New York NY 1966 (Reprinted edition. R. E. Krieger, Huntington NY 1977, ISBN 0-88275-389-4).
- mit Sheen T. Kassouf: Beat the Market. A Scientific Stock Market System. Random House, New York NY 1967, ISBN 0-394-42439-5.
- The Mathematics of Gambling. Gambling Times u. a., Hollywood CA u. a. 1984, ISBN 0-89746-019-7 (als PDF im Internet Archive: Teil 1 Teil 2, Teil 3, Teil 4).
- A man for all markets: from Las Vegas to Wall Street, how I beat the dealer and the market. 2017, ISBN 978-1-4000-6796-1. (Autobiographie, deutsche Übersetzung: Ein Mann für alle Märkte. Wie ich das Casino und den Markt geschlagen habe. Börsenbuchverlag, Kulmbach 2018, ISBN 978-3-86470-534-2.)